# أماندلا ستينبرغ
أماندلا ستينبرغ (بالإنجليزية: Amandla Stenberg)‏ (ولدت في 23 أكتوبر 1998) ممثلة ومغنية أمريكية، ظهرت أولاً بدور «كاتاليا الشابة» في فيلم كولومبيانا (2011)، واكتسبت شهرت أكثر بعد تجسيدها دور «رو» في فيلم ذا هانغر غيمز (2012)، كما مثلت دور البطولة في كل شيء، كل شيء (2017).

## روابط خارجية
- أماندلا ستينبرغ على موقع IMDb (الإنجليزية)
- أماندلا ستينبرغ على موقع روتن توميتوز (الإنجليزية)
- أماندلا ستينبرغ على موقع ألو سيني (الفرنسية)
- أماندلا ستينبرغ على موقع ميوزك برينز (الإنجليزية)
- أماندلا ستينبرغ على موقع أول موفي (الإنجليزية)
- أماندلا ستينبرغ على موقع قاعدة بيانات الأفلام السويدية (السويدية)
- أماندلا ستينبرغ على موقع قاعدة بيانات الفيلم (الإنجليزية)
- أماندلا ستينبرغ على موقع كينوبويسك (الروسية)
- أماندلا ستينبرغ على إنستغرام